# Hemidactylus longicephalus
Hemidactylus longicephalus är en ödleart som beskrevs av  Bocage 1873. Hemidactylus longicephalus ingår i släktet Hemidactylus och familjen geckoödlor. Inga underarter finns listade i Catalogue of Life.